# التمثيل الجنساني في مجالس إدارة الشركات
يُقصد بـ التمثيل الجنساني في مجالس إدارة الشركات، نسبة الرجال والنساء الذين يشغلون مناصب أعضاء في مجالس الإدارة. ولقياس التنوع الجنساني في مجالس إدارة الشركات، كثيرًا ما تستخدم الدراسات النسبة المئوية للنساء اللاتي يشغلن مقاعد في مجالس إدارة الشركات، والنسبة المئوية للشركات التي تضم امرأة واحدة على الأقل في مجالس إدارتها. وعلى الصعيد العالمي، يشغل الرجال مقاعد في مجلس الإدارة أكثر مما تشغل النساء. ففي عام 2018، شغلت النساء نحو 20.8% من مقاعد مجالس إدارة الشركات المسجلة على مؤشر «راسل 1000» (وبزيادة عن النسبة 17.9% في عام 2015).
تخضع الأسباب وراء التمثيل الجنساني غير المتناسب بين المدراء، لنقاشات وجدالات مستفيضة. ذكرت دراسة استقصائية أُجريت على أكثر من 4000 مدير، أن المدراء الذكور الذين تزيد أعمارهم عن 55 عامًا، ذكروا بأن عدم وجود المرشحات المؤهلات هو السبب الرئيسي وراء قلة عدد المديرات. وعلى العكس من ذلك، وفي الدراسة نفسها، اعتبر المديرون الأصغر سنًا من الذكور والمديرات، بأن الشبكات التي يهيمن عليها الذكور، والتي تقوم بتعيين وتنصيب المدراء، هي السبب وراء بطء تقدم المرأة.
بالنظر إلى أن التنوع الجنساني في المجالس مسألة متجذرة في مبدأ المساواة في المعاملة، يمكن مكافحة عدم المساواة في التمثيل الجنساني في المجالس من خلال نشر المعلومات المتعلقة بالتحيز الجنساني، ومن خلال الإصلاحات المتعلقة بتكافؤ الفرص، أو الإصلاحات المتعلقة بتكافؤ الظروف والنتائج. حاولت الحكومات والشركات معالجة عدم التناسب في التمثيل الجنساني في مجالس الشركات من خلال نوعين من تدابير الإصلاح؛ التشريع الذي يفرض حصصًا متكافئة للجنسين (إصلاح قائم على مبدأ المساواة في الظروف والنتائج)، والامتثال للمبادئ التوجيهية (إصلاح قائم على مبدأ تكافؤ الفرص).

## نبذة تاريخية
تؤكد مؤسسة «ليتي بات وايتهيد» أن «ليتي بات وايتهيد» كانت واحدة من أوائل مديرات إحدى الشركات البارزة. وكانت عضوًا في مجلس إدارة شركة كوكاكولا منذ عام 1934. ومع ذلك، خلصت دراسة استقصائية  أُجريت عام 2012، من قبل «فورتشن 250»، أن أول مديرة للشركات التي شملتها الدراسة هي كلارا أبوت، مديرة مختبرات أبوت منذ عام 1900. وخلصت الدراسة أيضًا إلى أن عام  1985يعد هو المتوسط لأول سنة تًعين فيه أول مديرة لشركة. وفي عام 2001، أصبحت سارة هوغ، فيسكونتس هيلشام، أول امرأة تترأس شركة مسجلة على مؤشر «فوتسي 100». كانت كاثرين غراهام، والتي كانت في السابق رئيسة مجلس إدارة صحيفة واشنطن بوست، أول رئيسة تنفيذية، طبقًا لـ «فورتشن 500» لعام 1972. وكانت أورسولا بيرنز، الرئيسة التنفيذية لشركة زيروكس، أول رئيسة تنفيذية من أصل أفريقي طبقًا لـ «فورتشن 500».

## الأساس المنطقي وراء التنوع الجنساني في مجالس الشركات
تُستمد الرغبة في تحقيق تمثيل جنساني متناسب في مجالس إدارة الشركات من مبدأ المساواة في المعاملة. وتتطلب المساواة في المعاملة، معالجة الأوضاع المتشابهة بنفس الطريقة، وحظر التمييز المباشر وغير المباشر. تشير المساواة في المعاملة إما إلى تكافؤ الفرص أو إلى المساواة في الظروف والنتائج. يتطلب تكافؤ الفرص إتاحة نفس الفرصة للجميع ليحققوا ما يرغبون فيه. ويتطلب تحقيق المساواة في الظروف والنتائج أن يمتلك كل فرد نصيبًا متساويًا من النتائج كالسلع أو المراكز.
تقتضي «اتفاقية القضاء على جميع أشكال التمييز ضد المرأة» من الدول التي وافقت على الاتفاقية، أن تكفل للمرأة ممارسة حقوق الإنسان والحريات الأساسية على قدم المساواة مع الرجل. وعلاوة على ذلك، يتضمن تحقيق المساواة بين الجنسين عمليات صنع القرار الاقتصادي، وهو أحد أهداف التنمية المستدامة للأمم المتحدة.
اختارت العديد من البلدان أيضًا السعي نحو تحقيق هذا المبدأ من خلال مواد دستورها أو من خلال مختلف أشكال تشريعاتها. فعلى سبيل المثال، الميثاق الكندي للحقوق والحريات الذي يضمن حقوق المساواة، بما في ذلك المساواة بين الجنسين، وقانون المساواة لعام 2010 في المملكة المتحدة الذي يحمي من التمييز على أساس الجنس. وفي الولايات المتحدة، يحظر الباب السابع من قانون الحقوق المدنية لعام 1964 التمييز على أساس نوع الجنس ضد الموظفين.

## محددات التنوع الجنساني في مجالس إدارة الشركات
أُجريت عدد من الدراسات لتحديد نوع الشركات التي يرجح أن يكون إدارة مجالسها من النساء. خلصت دراسة عن المؤسسات الصغيرة والمتوسطة الحجم الإسبانية إلى أن أداء الشركات يزيد من احتمال وجود مديرة لها. ونفس الدراسة وجدت أيضًا أن ارتفاع ملكية الشركات، وارتفاع مخاطر الشركات، أدت إلى انخفاض احتمال وجود الإناث في مجلس إدارة الشركة. كشفت دراسة استقصائية لشركات المملكة المتحدة أن الشركات الأكبر حجمًا لديها نسبة أكبر من المديرات. وتتسق النتائج المتعلقة بحجم الشركات ومخاطرها مع دراسة أجريت على 1002 شركة في جميع أنحاء البرازيل وروسيا والهند والصين والمملكة المتحدة والولايات المتحدة. وأجرت ماسايوكي موريكاوا دراسة ركزت فيها على الشركات اليابانية وخلصت إلى أن احتمال وجود مديرة يتزايد بالنسبة للشركات التي يديرها مالكو هذه الشركات، ولكن ذلك الاحتمال يتناقص بالنسبة للشركات العامة والشركات القديمة.

## فجوة الأجور بين الجنسين في مجالس إدارة الشركات
يقصد بالفجوة في الأجور بين الجنسين، الفروق في الأجور التي يتقاضاها الرجال والنساء نظير القيام بعمل مماثل. خلصت عدد من الدراسات، بما في ذلك دراسة عن كبار مديري الشركات المسجلة في المملكة المتحدة، ودراسة عن الشركات المدرجة في بورصة مدريد، إلى وجود فجوة في الأجور بين المدراء من الذكور والإناث. وجد «فيليب جيلر» و«لوك رينيبوج» أن المديرات التنفيذيات للشركات المسجلة في المملكة المتحدة، يتقاضين نحو 23% أقل من نظرائهن الذكور. غير أن دراسة أجراها غريغوري-سميث، وماين، وأورايلي الثالث بشأن الشركات المسجلة على مؤشر «فوتسي 350»، لم تجد أي دليل على هذا التناقض، وذلك عندما تُؤخذ في الاعتبار سمات المدير (بما في ذلك العمر والخبرة)، وغير ذلك من سمات الشركة، مثل حجم الشركة ونسبة السعر للقيمة الدفترية.
تعتمد الفجوة في الأجور بين الجنسين على عدة عوامل على ما يبدو، منها ما إذا كانت الشركة تعمل في صناعة يهيمن عليها الذكور، وما إذا كانت المديرة متزوجة أو لديها أطفال. ومن العوامل الأخرى ذات الصلة التي توصلت إليها «ماريا كونسويلو بوتشيتا-مارتينيز»، و«إينماكولادا بيل-أوم» هي ما إذا كانت لجنة الأجور تضم أعضاء إناث، بالإضافة لحجم الشركات. وخلصت دراسة أخرى أجرتها «ماريان برتراند» وآخرون، إلى أن النصاب الجنساني في النرويج قلص الفجوة بين الجنسين في مجالس الشركات. حذر بعض الباحثين من أن مجموعة البيانات الصغيرة التي استندت إليها هذه البيانات، والتي أجريت منها الدراسات ينبغي أن تؤخذ في الاعتبار عند تفسير مثل هذه النتائج.